# 神よ、爾は救を地の中になせり

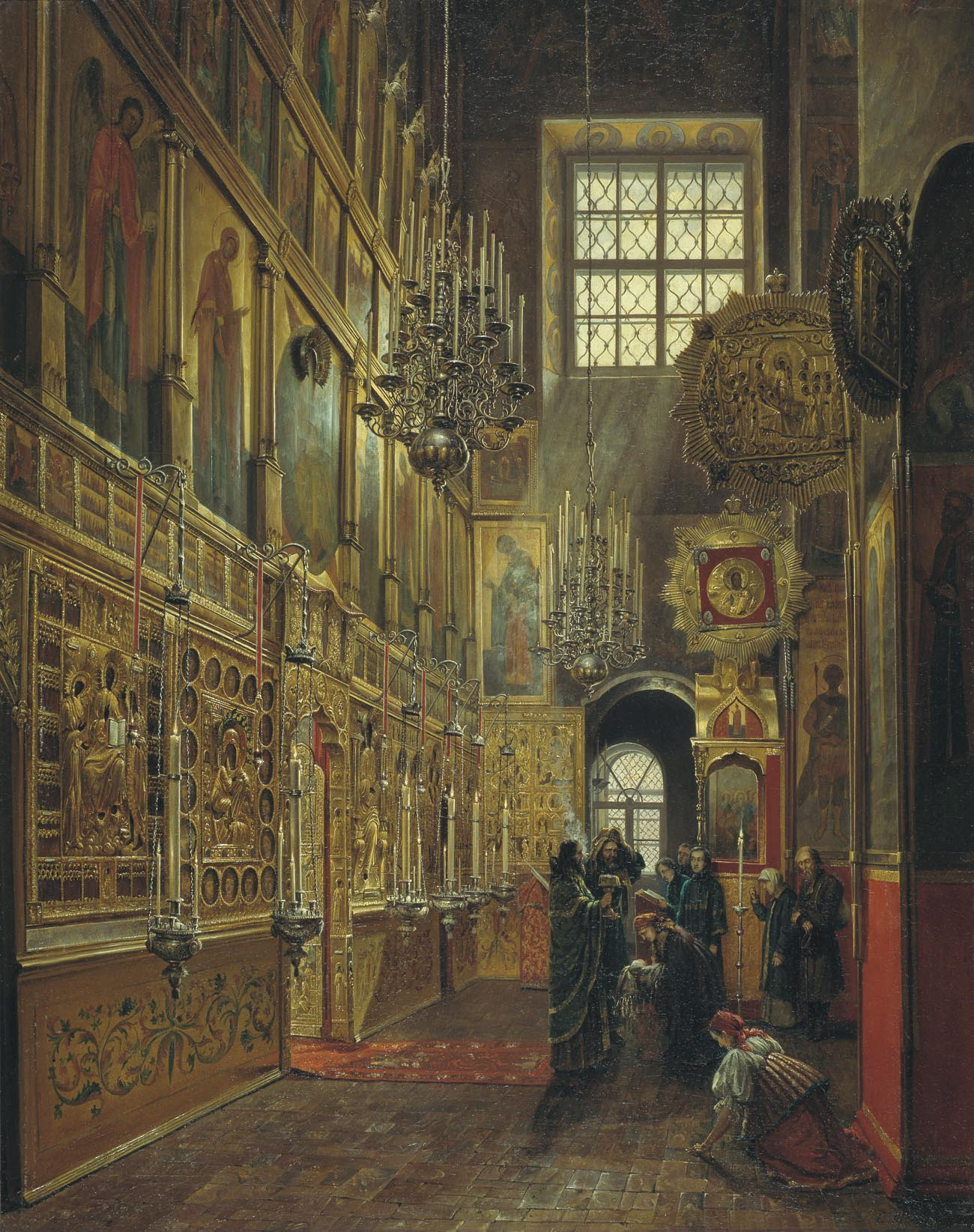
イコノスタシス前での奉神礼の光景（『モスクワ・クレムリン内のチュードフ修道院内の聖アレクシイ聖堂』画：Stepan Shukhvostov、ロシア、1866年）

「神よ、爾は救を地の中になせり」（かみよ、なんじはすくいをちのなかになせり、ロシア語: Спасение соделал, 英語: Salvation is created）は、正教会の聖体礼儀で歌われる祈祷文（金曜日の領聖詞、翻訳は日本正教会の用いる祈祷書『連接歌集』より）。
本記事ではまず祈祷文について解説を加え、しかるのちに、これを元にしたパーヴェル・チェスノコフ作曲による聖歌（吹奏楽編曲版あり）について詳述する。チェスノコフの曲については日本では「サルヴェーション・イズ・クリエイテッド」などと英語から転写された表記がなされる事もある。

## 祈祷文
「神よ、爾は救いを地の中になせり」は、正教会の聖体礼儀において歌われる祈祷文であり、教会の祭日に当らない金曜日の領聖詞である。領聖詞とは神品 (正教会の聖職)が領聖する際に詠隊によって歌われる祈祷文であり、文句の多くは聖詠（詩篇）から採られている。本領聖詞は、第73聖詠12節（詩篇第74篇12節）を元にしている。
ただし、正教会では主日（日曜日）に聖体礼儀を行う事が一般的であり、金曜日には十二大祭や聖人の祭日などを除き、修道院以外の、街の教会ではまず聖体礼儀は行われない。従ってこの句を一般の正教徒が聞く機会は稀である。
- 祈祷文全文
  - 教会スラヴ語: Спасение соделал еси посреде земли, Боже. Аллилуия.[2]
    - ラテン文字転写（一例）：Spasyeniye sodyelal yesi posryedye zyemli, Bozhye. Alliluiya.
    - 片仮名転写（一例）：スパスィェーニイェ[3]　ソディェーラル　イェスィー　ポスリェディェー　ゼムリー、ボーヂェ。アリルイヤ。[4]

  - 英語: Salvation is created in the midst of the earth, O God. Alleluia.
  - 日本語: 神よ、爾（なんじ）は救（すくい）を地の中（なか）に作せり（なせり）。アリルイヤ。[5]

## パーヴェル・チェスノコフによる作曲作品
パーヴェル・チェスノコフがこの祈祷文に作曲を行っている。原曲は教会スラヴ語による無伴奏声楽聖歌である。正教会の聖歌は無伴奏声楽（ア・カペラ）が原則である。
旧ソ連では正教会を含めてあらゆる宗教が弾圧されており、正教会聖歌の作曲・演奏・録音は限定的・例外的に活動を認可された極めて僅かな教会・修道院におけるものを除き禁じられていた。パーヴェル・チェスノコフも聖歌作曲と演奏を禁じられ、世俗音楽の領域に活動を限定することを余儀なくされた。
1912年にチェスノコフにより作曲された合唱作品である『神よ、爾は救を地の中になせり』は、数年後のロシア革命以降ソ連政府によって世俗音楽への専念を強制されたチェスノコフにとり、最も後につくられた聖歌の一つであった。初演をチェスノコフは聞くことは無かったが、彼の子供たちがチェスノコフの永眠後にその機会を得ている。『神よ、爾は救を地の中になせり』は初版は1913年にJ. Fischer and Bro.により出版されたが、曲が知られるようになると教会スラヴ語歌唱・英語歌唱による多くの編曲版が作られることとなった。スコアは六声部もしくは八声部（SATTBBもしくはSSAATTBB）に構成されている。本曲はキエフ調の旋律に拠った領聖詞であり、第73聖詠12節（詩篇第74篇12節）に歌詞の起源をもつ。
また、吹奏楽に編曲された版も存在しており、こちらの版も西欧でも広く演奏される曲となっている。

### 楽譜
- Salvation is Created - ChoralWiki: 英語版楽譜

### 動画
- JMU Men's Chorus: Spasyeniye Sodyelal (Salvation is Created) - 教会スラヴ語による男声合唱版演奏動画（Youtube）
- winterfest 2007 - aztec singers - salvation is created - 英語による混声合唱版演奏動画（Youtube）
- Band Concert - Salvation Is Created - 吹奏楽版演奏動画（Youtube）

### 祈祷文
- 尊貴にして生命を施す十字架の出行の祭日 - 晩課の祈祷文に「神よ、爾は救を地の中に作せり」との句が含まれている正教会の祭日。
- 尊貴にして生命を施す十字架の全地の挙栄祭 - 早課の祈祷文に「神よ、爾は救を地の中に作せり」との句が含まれている正教会の祭日。